# Sektor dysku
Sektor dysku – najmniejsza fizyczna jednostka zapisu danych na dyskach twardych, dyskietkach i innych nośnikach danych naśladujących dyski.
Sektor jest zapisywany i czytany zawsze w całości. Tradycyjnie sektor ma 512 bajtów dla dyskietek i dysków twardych (HDD), a 2048 bajtów dla dysków CD-ROM i DVD-ROM. Nowsze dyski twarde używają sektorów 4096-bajtowych (4 KiB).
Na nośnikach magnetycznych w trakcie niskopoziomowego formatowania nośnika na dysku zapisywana jest struktura sektorów składająca się z elementów:
- przerwy oddzielającej sektory,
- sekwencji synchronizującej będącej ciągiem zmian o jednakowej częstotliwości mającej na celu określenie początku sektora jak i korektę odchyleń prędkości obrotowej talerza dysku, umożliwia wręcz odczyt i zapis dysku przy różnej prędkości obrotowej talerza,
- znacznika adresu zawierającego dane identyfikacyjne sektora, np. numer cylindra i sektora,
- dane użytkownika,
- suma kontrolna (CRC) 50 bajtów[1].

W związku z upowszechnieniem się systemu plików NTFS i innych, w których jednostką alokacji plików jest 4 kB, od 2011 roku dyski komputerowe są formatowane z użyciem sektorów o pojemności 4 kB, zmiana ta umożliwia poprawę współpracy dysku z komputerem oraz umożliwia zwiększenie pojemności dysków o 7–11%. Starsze wersje systemów operacyjnych mogą nie obsługiwać nowego formatu dysków. Wdrażanie systemu dysków z 4 kB sektorami przewiduje, że dyski w nowym formacie będą emulowały system sektorów z 512 bajtowymi sektorami.
Oprócz dysków stosujących zapis sektorowy istnieją systemy dyskowe (E)CKD o zmiennej wielkości bloku fizycznego, jednakże od lat wszystkie dostępne systemy dyskowe CKD są emulowane przez macierze, które wykorzystują dyski z zapisem sektorowym (zwane FBA). Dyski CKD są stosowane w komputerach mainframe.
Sektor jest częścią ścieżki (ścieżka ang. track) dysku.
Systemy plików, z powodu ograniczeń związanych z maksymalną liczbą bloków na dysku, łączą sektory w bloki zwane klastrami. Stanowią one logiczne jednostki zapisu.